# Східний блок

«» Холодної війни (між 30 квітня та 24 червня 1975.)
Перший світ: Країни що входять до Західного блоку (тобто НАТО та його союзники) на чолі зі Сполученими Штатами
Другий світ: Країни, входять до Східного блоку (тобто Варшавського пакту, КНР та союзників), на чолі з Радянським Союзом
Третій світ: Рух неприєднання на чолі з Індією та Югославією та іншими нейтральними країнами

Східний блок на карті Європи

Східноєвропейські комуністичні країни

Держави, у яких були комуністичні уряди, позначено червоним кольором, помаранчевим позначено держави, у яких Радянський Союз вважав, що вони рухалися до соціалізму, помаранчевим, а країни з конституційними посиланнями на соціалізм позначено жовтим.

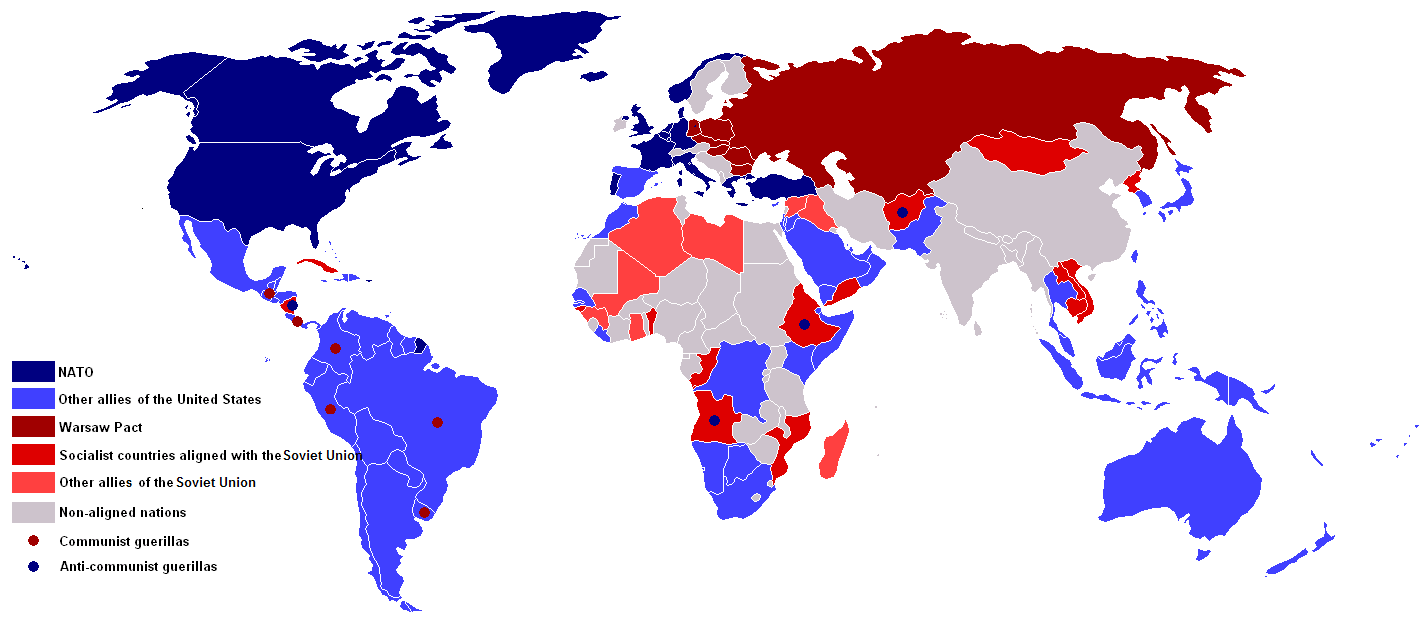
Холодна війна в 1980 перед ірано-іракською війною

Східний блок або Радянський блок — термін, який використовувався у міжнародних ЗМІ в часи холодної війни для означення країн-сателітів та військових союзників СРСР, у першу чергу країн-членів Варшавського пакту у Східній Європі, а також соціалістичних країн Азії, які мали з СРСР двосторонні військові договори, — такі, як Монгольська Народна Республіка, В'єтнам, КНДР і до певного часу КНР.

## Історія
Виник після закінчення Другої світової війни як результат розбудови Сталіним Ялтинсько-Потсдамської системи — насадження в країнах «радянської зони впливу» маріонеткових комуністичних режимів та укладання з номінальними урядами цих країн військового союзу в першу чергу проти країн демократії Західної Європи та США.
У 1948 Східний блок покинула Федеративна Народна Республіка Югославія, в 1960 — Народна Республіка Албанія.
Східний блок завершив своє існування після Оксамитової революції та об'єднання Німеччини в 1990 році.

## Рада економічної взаємодопомоги
Основна стаття: Рада економічної взаємодопомоги
Найважливішу інтеграційну роль виконували економічні структури РЕВ.

## Варшавський договір
Основна стаття: Варшавський договір
Східний блок був оснований не тільки на ідеологічній та економічній близькості соцкраїн, але також на угодах про колективну взаємодопомогу при потенційному нападі блоку НАТО.